# Ranunculus taisanensis
Ranunculus taisanensis Hayata – gatunek rośliny z rodziny jaskrowatych (Ranunculaceae Juss.). Występuje endemicznie na Tajwanie. 

## Morfologia
PokrójBylina o lekko owłosionych pędach. Dorasta do 8–20 cm wysokości.
LiścieSą trójdzielne. W zarysie mają nerkowato pięciokątnym kształt, złożone z romboidalnych lub prawie trapezoidalnie romboidalnych segmentów. Mierzą 1–2 cm długości oraz 1–3 cm szerokości. Nasada liścia ma prawie sercowaty kształt. Ogonek liściowy jest nagi i ma 1,5–7 cm długości.
KwiatySą pojedyncze lub zebrane po 2–3 w wierzchotkach jednoramiennych. Pojawiają się na szczytach pędów. Mają żółtą barwę. Dorastają do 5–9 mm średnicy. Mają 5 owalnych lub eliptycznych działek kielicha, które dorastają do 2–3 mm długości. Mają od 5 do 10 odwrotnie owalnych płatków o długości 2–5 mm.
OwoceNagie niełupki o odwrotnie jajowatym kształcie i długości 1–2 mm. Tworzą owoc zbiorowy – wieloniełupkę o jajowatym lub prawie kulistym kształcie i dorastającą do 2–3 mm długości.

## Biologia i ekologia
Rośnie na trawiastych zboczach lub brzegach rzek. Występuje na wysokości od 1500 do 3000 m n.p.m. Kwitnie od lipca do sierpnia. 